# Иодэтан
Иодэтан (этилиодид, иодистый этан) — органическое соединение с химической формулой С2H5I. Используется как алкилирующий агент в органическом синтезе.

## Физические и химические свойства
Бесцветная жидкость. При контакте с воздухом, особенно под воздействием света, оно разлагается и становится желтым или коричневым из-за наличия иода. Температура плавления: −110,9 °C, кипения: 72,2 °C, имеет плотность 1,993 г/см³ (20 °C), показатель преломления: 1,5133 (20 °C). Растворим в спирте, эфире, хлороформе, бензоле, плохо растворим в воде (0,403 г / 100 мл).
1. Иодэтан, как и другие галогеналканы могут вступать в Реакцию Вюрца, где галогеналканы реагируют с металлическим натрием по реакции:

```
                                                                                   

  

    

      

        

          
2

          

          

            
C

            

              
2

            

            

              

            

          

          

            
H

            

              
5

            

            

              

            

          

          
I

          
+

          
2

          

          
Na

          
⟶

          
2

          

          
NaI

          
+

          

            
C

            

              
4

            

            

              

            

          

          

            
H

            

              
10

            

            

              

            

          

        

      

    

    
{\displaystyle {\ce {2 C2H5I + 2 Na -> 2 NaI + C4H10}}}

  

```

- Иодэтан гидролизуется водным раствором щелочей:

{\displaystyle {\mathsf {C_{2}H_{5}I+KOH\ {\xrightarrow {\ }}C_{2}H_{5}OH+KI}}}

- Иодэтан может реагировать со спиртовым раствором щелочей, по реакции дегидрогалогенирования, путём этих реакций получают алкены (углеводороды с двойной связью между атомами углерода):

{\displaystyle {\mathsf {C_{2}H_{5}I+KOH\ {\xrightarrow {\ }}C_{2}H_{4}+KI+H_{2}O}}}

## Получение
В лаборатории иодэтан получают по реакции этилового спирта с иодом в присутствии красного фосфора.
{\displaystyle \mathrm {3C_{2}H_{5}OH+PI_{3}{\xrightarrow {}}3C_{2}H_{5}I+H_{3}PO_{3}} }
Также иодэтан легко образуется при непосредственном воздействии иодоводорода на спирт. Для этого не требуется даже присутствия водоотнимающего средства. Достаточно прокипятить в колбе с обратным холодильником смесь спирта с концентрированной иодистоводородной кислотой в отношении примерно 1: 3 и затем разбавить водой, чтобы внизу выделился слой иодэтана.

## Применение
Применяется как этилирующий агент в органическом синтезе.

## Безопасность
Обладает слабым наркотическим действием. Также, может являться канцерогеном как и другие моногалогенопроизводные углеводородов (становиться причиной злокачественных опухолей).